# Tuyến Gyeongchun
Tuyến Gyeongchun  là tuyến đường sắt nằm giữa thành phố Seoul và Chuncheon được quản lý bởi Korail. Tên của tuyến được bắt nguồn từ Gyeong (京, nghĩa là thủ đô, Seoul) và Chuncheon. Tuyến được tái xây dựng để thay thế tuyến cũ trong những năm 2000. Dịch vụ quản lý đường sắt hoạt động giữa Ga Sangbong trên Tuyến Jungang ở phía Đông Seoul và Ga Chuncheon như một phần của hệ thống Tàu điện ngầm Seoul từ ngày 21 tháng 12 năm 2010. Một dịch vụ đường sắt khu vực có tên là ITX-Cheongchun bắt đầu hoạt động từ ngày 28 tháng 12 năm 2012, liên kết Chuncheon đến Cheongnyangni và ga Yongsan.

## Lịch sử

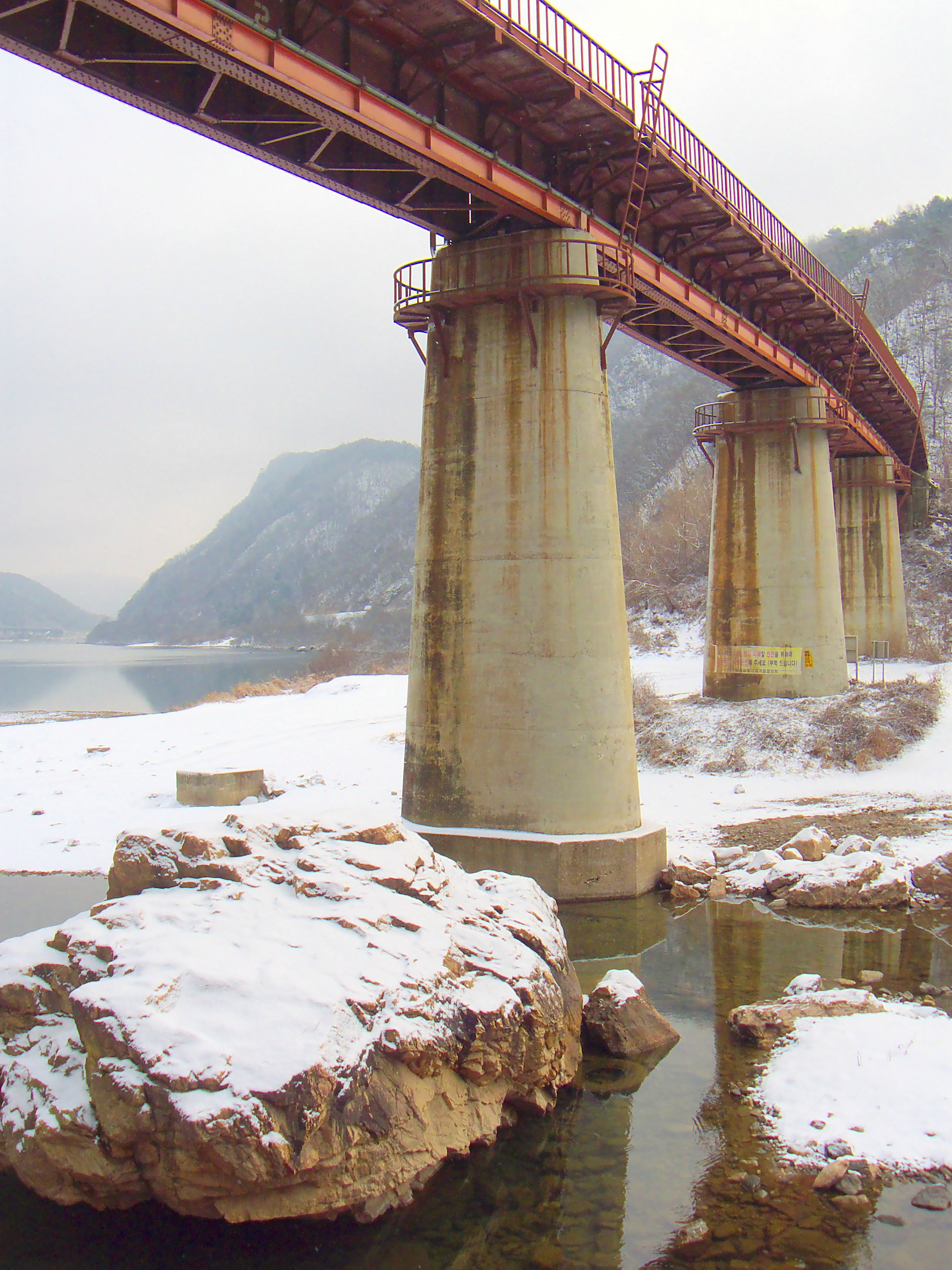
Giàn đường sắt tuyến Gyeongchun cũ

Tuyến Gyeongchun ban đầu được mở với độ dài toàn tuyến là 87.3 km ở giữa Ga Seongbuk, trên Tuyến Gyeongwon, đến Chuncheon vào ngày 20 tháng 7 năm 1939. Ở Hàn Quốc, Chuncheon là địa điểm phổ biến cho các chuyến đi định hướng của học sinh, đem lại nhiều hành khách cho tuyến.

### Nâng cấp
Tuyến được nâng cấp thành điện khí hóa và đường ray đôi với 180 km/h (112 mph). Giữa Geumgok và Chuncheon, từ năm 1997 đến năm 2010, tuyến đã được đặt lại thẳng hơn, độ dài 64,2 km với ngân sách 2,151.931 tỉ won. Phần còn lại 17,9 km đã được nâng cấp với ngân sách 574,124 tỉ won. Đối với Seoul, sau Ga Toegyewon, đoạn này của tuyến mới khác với đoạn liên kết cũ kết thúc tại Seongbuk, nó nối đến Tuyến Jungang tại Ga Mangu.
Sự sắp xếp mới ban đầu dự kiến mở của vào năm 2004, nhưng do tiến độ hoàn thành công việc bị đình trị do nhiều nguyên nhân khác nhau, bao gồm việc thiếu vốn. Sau đó nó được mở cửa vào ngày 21 tháng 12 năm 2010.
Vào ngày 1 tháng 9 năm 2010, chính phủ Hàn Quốc công bố kế hoạcg giảm thiểu thời gian từ Seoul đến 95% lãnh thổ xuống dưới 2 giờ đồng hồ vào năm 2020. Như một phần của kế hoạch, tuyến Gyeongchun sẽ được tiếp tục nâng cấp lên 230 km/h và có thể xem là dịch vụ KTX.
Vào ngày 4 tháng 11 năm 2016, hai tàu (một cho buổi sáng, một buổi tối) được thêm vào tuyến. Tàu này chạy từ Ga đại học Kwangwoon, cho phép chuyển đổi đến Tuyến 1.
Vào ngày 26 tháng 9 năm 2016, tuyến được mở rộng đến Ga Cheongnyangni để cải thiện truy cập từ tàu khu vực đến ga này. Tuy nhiên, chỉ 10 tàu cho mỗi hướng đi ga Sangbong; phần lớn các tàu sẽ dừng lại tại ga Sangbong, và hai tàu đặc biệt giờ cao điểm chạy từ ga đại học Kwangwoon.

## Dịch vụ

### Tàu điện ngầm Thủ đô Seoul Tuyến Gyeongchun
Khi tuyến Gyeongchun mới mở cửa vào ngày 21 tháng 12 năm 2010, dịch vụ hành khách được sáp nhập vào hệ thống tàu điện ngầm Seoul, mang đến cho hệ thống tất cả các hướng đi từ Seoul vào Gangwon-do. Dịch vụ mới giảm thời gian đi lại giữa Chuncheon và Sangbong trong Seoul từ hai giờ xướng 89 phút, với các tàu khác nhau đựa theo các mô hình dừng lại khác nhau; và gia tăng công suắt gấp 5 lần. So sánh với dịch vụ tàu Mugunghwa-ho lúc trước trên tuyến Gyeongchun, giá vé đã giảm xuống một nửa.
Đối với dịch vụ,Hyundai Rotem đã cung cấp cho Korail mười lăm chuyến tàu Class 361000 EMU tám toa , trong đó chỉ có mười bốn chuyến tàu còn hoạt động trên tuyến ngày nay.
Hiện tại, Tàu điện ngầm Thủ đô Seoul Tuyến Gyeongchun phục vụ chủ yếu từ ga Sangbong đến ga Chuncheon. Dịch vụ hiếm hoi đến ga Cheongnyangni hoặc Đại học Kwangwoon cũng được cung cấp theo hình chữ Y.

### Dịch vụ ITX-Cheongchun
Vào ngày 28 tháng 2 năm 2012, Korail giới thiệu dịch vụ ITX (Intercity Train EXpress), sử dụng tàu Class 368000. Từ ga Chuncheon, tàu ITX mất khoảng 52 phút đi đến Ga Cheongnyangni, và 68 phút đi đến Ga Yongsan ở Seoul, tốc độ tối đa là 180 km/h (112 mph). Giá vé cơ bản là 9.800 won giữa Chuncheon và Yongsan, nhưng Korail giảm giá 15% mọi lúc, dẫn đến giá là 8.300 won. Lãi suất chiết khấu cơ bản là 30% đến ngày 31 tháng 7 năm 2016, 25% đến ngày 31 tháng 7 năm 2018, 15% kể từ ngày 1 tháng 8 năm 2018.

### Dịch vụ Mugunghwa
Một số chuyến tàu Mugunghwa đặc biệt triển khai quân đội đi tuyến Gyeongchun.

## Bản đồ tuyến
|  |  |

|  |  |  |  |  |  |

|  |  |  |  |  |  |

|  |  |  |  |  |  |

|  |  |  |  |  |  |

|  |  |  |  |  |  |

|  |  |  |  |  |  |  |  |

|  |  |  |  |  |  |  |  |  |  |

|  |  |  |  |  |  |  |  |  |  |

|  |  |  |  |  |  |  |  |  |  |

|  |  |  |  |  |  |  |  |

|  |  |  |  |  |  |

|  |  |  |  |  |  |

|  |  |  |  |  |  |

|  |  |  |  |  |  |

|  |  |  |  |  |  |

|  |  |  |  |  |  |

|  |  |  |  |  |  |

|  |  |  |  |  |  |

|  |  |  |  |  |  |

|  |  |  |  |  |  |

|  |  |  |  |  |  |

|  |  |  |  |  |  |

|  |  |  |  |  |  |

|  |  |  |  |  |  |

|  |  |  |  |  |  |

|  |  |  |  |  |  |

|  |  |  |  |  |  |

|  |  |  |  |  |  |

|  |  |  |  |  |  |

|  |  |  |  |  |  |

|  |  |  |  |  |  |

|  |  |  |  |

|  |  |  |  |

|  |  |

|  |  |

|  |  |  |  |

|  |  |

|  |  |

|  |  |

|  |  |

|  |  |

|  |  |

|  |  |  |  |

|  |  |  |  |

|  |  |  |  |

|  |  |  |  |

|  |  |  |  |

|  |  |  |  |  |  |

|  |  |  |  |

|  |  |  |  |

|  |  |  |  |

|  |  |  |  |

|  |  |  |  |

|  |  |  |  |

|  |  |  |  |

|  |  |  |  |

|  |  |  |  |

|  |  |

|  |  |

|  |  |

|  |  |

|  |  |  |  |

|  |  |  |  |

|  |  |  |  |

|  |  |  |  |

|  |  |  |  |

|  |  |  |  |  |  |

|  |  |

|  |  |

|  |  |  |  |

|  |  |

|  |  |

|  |  |

|  |  |  |  |  |  |  |  |

|  |  |  |  |  |  |

|  |  |  |  |  |  |

|  |  |  |  |  |  |

|  |  |  |  |  |  |

|  |  |  |  |  |  |

|  |  |  |  |  |  |

|  |  |  |  |  |  |

|  |  |  |  |  |  |

|  |  |  |  |  |  |

|  |  |  |  |  |  |

|  |  |  |  |  |  |

|  |  |  |  |  |  |

|  |  |  |  |  |  |

|  |  |  |  |  |  |

|  |  |  |  |  |  |

|  |  |  |  |  |  |

|  |  |  |  |  |  |

|  |  |  |  |  |  |

|  |  |  |  |  |  |  |  |

|  |  |  |  |  |  |

|  |  |  |  |  |  |

|  |  |  |  |  |  |  |  |

|  |  |  |  |  |  |

|  |  |  |  |  |  |  |  |  |  |  |  |  |  |

|  |  |  |  |  |  |  |  |

|  |  |  |  |  |  |  |  |

|  |  |  |  |  |  |  |  |  |  |

|  |  |  |  |  |  |  |  |  |  |

|  |  |  |  |  |  |  |  |  |  |

|  |  |  |  |  |  |  |  |  |  |

|  |  |  |  |  |  |

|  |  |  |  |  |  |

|  |  |  |  |  |  |

|  |  |  |  |  |  |

|  |  |  |  |  |  |

|  |  |  |  |  |  |

|  |  |  |  |  |  |  |  |

|  |  |  |  |  |  |  |  |

|  |  |  |  |  |  |

|  |  |

|  |  |  |  |  |  |

|  |  |  |  |  |  |

|  |  |  |  |  |  |

|  |  |  |  |  |  |

|  |  |  |  |  |  |

|  |  |  |  |  |  |  |  |

|  |  |  |  |  |  |  |  |  |  |

|  |  |  |  |  |  |  |  |  |  |

|  |  |  |  |  |  |  |  |  |  |

|  |  |  |  |  |  |  |  |

|  |  |  |  |  |  |

|  |  |  |  |  |  |

|  |  |  |  |  |  |

|  |  |  |  |  |  |

|  |  |  |  |  |  |

|  |  |  |  |  |  |

|  |  |  |  |  |  |

|  |  |  |  |  |  |

|  |  |  |  |  |  |

|  |  |  |  |  |  |

|  |  |  |  |  |  |

|  |  |  |  |  |  |

|  |  |  |  |  |  |

|  |  |  |  |  |  |

|  |  |  |  |  |  |

|  |  |  |  |  |  |

|  |  |  |  |  |  |

|  |  |  |  |  |  |

|  |  |  |  |  |  |

|  |  |  |  |  |  |

|  |  |  |  |  |  |

|  |  |  |  |

|  |  |  |  |

|  |  |

|  |  |

|  |  |  |  |

|  |  |

|  |  |

|  |  |

|  |  |

|  |  |

|  |  |

|  |  |  |  |

|  |  |  |  |

|  |  |  |  |

|  |  |  |  |

|  |  |  |  |

|  |  |  |  |  |  |

|  |  |  |  |

|  |  |  |  |

|  |  |  |  |

|  |  |  |  |

|  |  |  |  |

|  |  |  |  |

|  |  |  |  |

|  |  |  |  |

|  |  |  |  |

|  |  |

|  |  |

|  |  |

|  |  |

|  |  |  |  |

|  |  |  |  |

|  |  |  |  |

|  |  |  |  |

|  |  |  |  |

|  |  |  |  |  |  |

|  |  |

|  |  |

|  |  |  |  |

|  |  |

|  |  |

|  |  |

|  |  |  |  |  |  |  |  |

|  |  |  |  |  |  |

|  |  |  |  |  |  |

|  |  |  |  |  |  |

|  |  |  |  |  |  |

|  |  |  |  |  |  |

|  |  |  |  |  |  |

|  |  |  |  |  |  |

|  |  |  |  |  |  |

|  |  |  |  |  |  |

|  |  |  |  |  |  |

|  |  |  |  |  |  |

|  |  |  |  |  |  |

|  |  |  |  |  |  |

|  |  |  |  |  |  |

|  |  |  |  |  |  |

|  |  |  |  |  |  |

|  |  |  |  |  |  |

|  |  |  |  |  |  |

|  |  |  |  |  |  |  |  |

|  |  |  |  |  |  |

|  |  |  |  |  |  |

|  |  |  |  |  |  |  |  |

|  |  |  |  |  |  |

|  |  |  |  |  |  |  |  |  |  |  |  |  |  |

|  |  |  |  |  |  |  |  |

|  |  |  |  |  |  |  |  |

|  |  |  |  |  |  |  |  |  |  |

|  |  |  |  |  |  |  |  |  |  |

|  |  |  |  |  |  |  |  |  |  |

|  |  |  |  |  |  |  |  |  |  |

|  |  |  |  |  |  |

|  |  |  |  |  |  |

|  |  |  |  |  |  |

|  |  |  |  |  |  |

|  |  |  |  |  |  |

|  |  |  |  |  |  |

|  |  |  |  |  |  |  |  |

|  |  |  |  |  |  |  |  |

|  |  |  |  |  |  |

|  |  |  |  |  |

|  |  |  |  |  |

|  |  |  |  |  |

|  |  |  |  |  |

|  |  |  |  |  |

|  |  |  |  |  |

|  |  |  |  |  |

|  |  |  |

|  |  |  |

|  |  |  |

|  |  |  |

|  |  |  |

|  |  |  |

|  |  |  |

|  |  |  |

|  |  |  |

|  |  |  |

|  |  |  |

|  |  |  |

|  |  |  |

|  |  |  |

|  |  |  |

|  |  |  |

|  |  |  |

|  |  |  |

|  |  |  |

|  |  |  |

|  |  |  |  |  |

|  |  |  |  |  |

|  |  |  |  |  |

|  |  |  |  |  |

|  |  |  |  |  |

|  |  |  |  |  |

|  |  |  |  |  |

|  |  |  |

|  |  |  |

|  |  |  |

|  |  |  |

|  |  |  |

|  |  |  |

|  |  |  |

|  |  |  |

|  |  |  |

|  |  |  |

|  |  |  |

|  |  |  |

|  |  |  |

|  |  |  |

|  |  |  |

|  |  |  |

|  |  |  |

|  |  |  |

|  |  |  |

|  |  |  |

## Ga

### Tuyến chính (Tuyến Gyeongchun)
| Ký hiệu | Chú thích                                             |
| Ký hiệu | Tuyến                                                 |
| ------- | ----------------------------------------------------- |
| ITX     | ITX-Cheongchun (Yongsan ~ Chuncheon)                  |
| TH      | Tuyến tốc hành Gyeongchun (Cheongnyangni ~ Chuncheon) |

- ●: Dừng lại ở nhà ga
- ｜: Không dừng lại ở nhà ga
- ▲: Dịch vụ hạn chế (chỉ một số chuyến tàu dừng lại)
- ■ Đoạn được đánh dấu bằng màu tuyến của Tuyến Gyeongui–Jungang (Cheongnyangni-Mangu) có chung đường với Tuyến Gyeongui–Jungang.

| Số ga | Tên ga                                  | Tên ga                | Tên ga   | Tốc hành | Tốc hành | Chuyển tuyến                                                 | Khoảng cách | Tổng khoảng cách | Vị trí      | Vị trí        |
| Số ga | Tiếng Anh                               | Hangul                | Hanja    | ITX      | TH       | Chuyển tuyến                                                 | Khoảng cách | Tổng khoảng cách | Vị trí      | Vị trí        |
| ----- | --------------------------------------- | --------------------- | -------- | -------- | -------- | ------------------------------------------------------------ | ----------- | ---------------- | ----------- | ------------- |
| K117  | Cheongnyangni                           | 청량리                | 淸凉里   | ●        | ●        | (124) (K117) (K209) (Một phần) Tuyến Gyeongwon Tuyến Jungang | -           | -                | Seoul       | Dongdaemun-gu |
| K118  | Hoegi                                   | 회기                  | 回基     | ｜       | ●        | (123)                                                        | 1.4         | -                | Seoul       | Dongdaemun-gu |
| K119  | Jungnang                                | 중랑                  | 中浪     | ｜       | ｜       |                                                              | 1.8         | -                | Seoul       | Jungnang-gu   |
| K120  | Sangbong                                | 상봉                  | 上鳳     | ▲        | ●        | (720) (K120) Tuyến Jungang                                   | 0.8         | -                | Seoul       | Jungnang-gu   |
| K121  | Mangu                                   | 망우                  | 忘憂     | ｜       | ｜       | (K121) Tuyến Jungang                                         | 0.6         | 0.0              | Seoul       | Jungnang-gu   |
| P122  | Sinnae                                  | 신내                  | 新內     | ｜       | ｜       | (648)                                                        | 2.1         | 2.1              | Seoul       | Jungnang-gu   |
| P123  | Galmae                                  | 갈매                  | 葛梅     | ｜       | ｜       |                                                              | 2.6         | 4.7              | Gyeonggi-do | Guri-si       |
| P124  | Byeollae (Đại học Sahmyook)             | 별내 (삼육대학교)     | 別內     | ｜       | ｜       | (804)                                                        | 1.4         | 6.1              | Gyeonggi-do | Namyangju-si  |
| P125  | Toegyewon                               | 퇴계원                | 退溪院   | ▲        | ●        |                                                              | 1.6         | 7.7              | Gyeonggi-do | Namyangju-si  |
| P126  | Sareung                                 | 사릉                  | 思陵     | ▲        | ●        |                                                              | 3.3         | 11.0             | Gyeonggi-do | Namyangju-si  |
| P127  | Geumgok                                 | 금곡                  | 金谷     | ｜       | ｜       |                                                              | 3.6         | 14.6             | Gyeonggi-do | Namyangju-si  |
| P128  | Pyeongnae Hopyeong                      | 평내호평              | 坪內好坪 | ▲        | ●        |                                                              | 4.0         | 18.6             | Gyeonggi-do | Namyangju-si  |
| P129  | Cheonmasan                              | 천마산                | 天摩山   | ｜       | ｜       |                                                              | 4.2         | 22.8             | Gyeonggi-do | Namyangju-si  |
| P130  | Maseok                                  | 마석                  | 磨石     | ▲        | ●        |                                                              | 2.2         | 25.0             | Gyeonggi-do | Namyangju-si  |
| P131  | Daeseong-ri                             | 대성리                | 大成里   | ｜       | ｜       |                                                              | 7.4         | 32.4             | Gyeonggi-do | Gapyeong-gun  |
| P132  | Cheongpyeong                            | 청평                  | 淸平     | ▲        | ●        |                                                              | 7.5         | 39.9             | Gyeonggi-do | Gapyeong-gun  |
| P133  | Sangcheon (Hồ Homyeong)                 | 상천 (호명호수)       | 上泉     | ｜       | ｜       |                                                              | 4.8         | 44.7             | Gyeonggi-do | Gapyeong-gun  |
| P134  | Gapyeong (Đảo Jara, Đảo Nami)           | 가평 (자라섬·남이섬)  | 加平     | ●        | ●        |                                                              | 7.1         | 51.8             | Gyeonggi-do | Gapyeong-gun  |
| P135  | Gulbongsan                              | 굴봉산 (제이드가든)   | 屈峰山   | ｜       | ｜       |                                                              | 4.7         | 56.5             | Gangwon-do  | Chuncheon-si  |
| P136  | Baegyang-ri (Elysian Gangchon)          | 백양리 (엘리시안강촌) | 白楊里   | ｜       | ｜       |                                                              | 2.9         | 59.4             | Gangwon-do  | Chuncheon-si  |
| P137  | Gangchon                                | 강촌                  | 江村     | ▲        | ●        |                                                              | 5.3         | 64.7             | Gangwon-do  | Chuncheon-si  |
| P138  | Gimyujeong                              | 김유정                | 金裕貞   | ｜       | ｜       |                                                              | 7.4         | 72.1             | Gangwon-do  | Chuncheon-si  |
| P139  | Namchuncheon (Đại học Quốc gia Kangwon) | 남춘천 (강원대)       | 南春川   | ●        | ●        |                                                              | 5.9         | 78.0             | Gangwon-do  | Chuncheon-si  |
| P140  | Chuncheon (Đại học Hallym)              | 춘천 (한림대)         | 春川     | ●        | ●        |                                                              | 2.7         | 80.7             | Gangwon-do  | Chuncheon-si  |

### Phần Đại học Kwangwoon ~ Sangbong
| Số ga                   | Tên ga            | Tên ga | Tên ga | Chuyển tuyến                                        | Khoảng cách | Tổng khoảng cách | Vị trí | Vị trí      |
| Số ga                   | Tiếng Anh         | Hangul | Hanja  | Chuyển tuyến                                        | Khoảng cách | Tổng khoảng cách | Vị trí | Vị trí      |
| ----------------------- | ----------------- | ------ | ------ | --------------------------------------------------- | ----------- | ---------------- | ------ | ----------- |
| 119                     | Đại học Kwangwoon | 광운대 | 光云大 | (119)                                               | —           | —                | Seoul  | Nowon-gu    |
| K120                    | Sangbong          | 상봉   | 上鳳   | (Hướng đi Cheongnyangni) (K120) (720) Tuyến Jungang | —           | —                | Seoul  | Jungnang-gu |
| ↓ Hướng đi ga Chuncheon |                   |        |        |                                                     |             |                  |        |             |